# Dornstedt
Dornstedt is een plaats en voormalige gemeente in de Duitse deelstaat Saksen-Anhalt, en maakt deel uit van de Landkreis Saalekreis.
Dornstedt telt 775 inwoners.